# Église Sainte-Cécile de Celje
L'église Sainte-Cécile est une église catholique du diocèse de Celje située à Celje, en Slovénie.

## Historique
L'église, partie intégrante du monastère capucin, a été construite lors de la Contre-Réforme (entre 1609 et 1615), et a été sanctifiée par l'évêque Tomaž Hren
La façade de l'église d'aujourd'hui date du XIXe siècle. 96 marches mènent à l'entrée.